# 孤竹国酒
孤竹国酒是河北乐亭出产的一种白酒，其酿造技艺為唐山市级非物质文化遗产。孤竹国酒源于当地人杨之荣于1728年创立的“福泉烧锅”，乃以高粱为主料的浓香型白酒。